# Shimoku Kio
Shimoku Kio,  (木尾士目?, Kio Shimoku) (1974), è un fumettista giapponese.
È conosciuto soprattutto per il suo manga Genshiken, pubblicato in Giappone dal mensile Afternoon, da Del Rey Manga negli Stati Uniti e da Star Comics in Italia con il titolo Genshiken - Otaku Club. L'opera parla di un club in una università giapponese i cui interessi principali sono manga, anime, e videogiochi.

## Opere
Tutti i lavori di Shimoku sono stati pubblicati mensilmente nella rivista Afternoon
- Ten no Ryoiki (1994)- 2° arrivato nel Afternoon Shiki Prize
- Kagerounikii
- Yonensei
- Gonensei
- Genshiken (2002)
- Kujibiki Unbalance (2004, 2006 (anime), 2006-2007 (manga)) (creatore originale)
- Digopuri (2008)
- Genshiken Nidaime (Genshiken II) (in uscita dal 25 ottobre 2010)